# Vila Malanza
Pour les articles homonymes, voir Malanza.
Vila Malanza est une localité de Sao Tomé-et-Principe située au sud de l'île de Sao Tomé, dans le district de Caué, à proximité de Porto Alegre.

## Géographie
Encaissé dans le lit de la rivière du même nom, le rio Malanza, le village constitue le point de départ des excursions en bateau dans la mangrove, la plus étendue du pays.

### Climat
Vila Malanza est doté d'un climat tropical de type Am selon la classification de Köppen, caractérisé par de fortes précipitations pendant une bonne partie de l'année.
La courte période de sécheresse n'est pas très marquée. La température moyenne annuelle est de 25,1 °C.

### Population
Lors du recensement de 2012, le village comptait 553 habitants.
C'est un village de pêcheurs typiquement angolar, avec des maisons sur pilotis.